# Flugvikt i grekisk-romersk stil i brottning vid olympiska sommarspelen 1976
Herrarnas brottningsturnering i grekisk-romersk stil i viktklassen flugvikt vid olympiska sommarspelen 1976 avgjordes i Maurice Richard Arena i Montréal. 

## Medaljörer
| Klass    | Guld                                | Silver                | Brons                     |
| Flugvikt | Vitali Konstantinov · Sovjetunionen | Nicu Gingă · Rumänien | Koichiro Hirayama · Japan |

## Resultat
Legend
- TF — Vinst genom fall
- IN — Vinst genom att motståndaren skadas
- DQ — Vinst genom passivitet
- D1 — Vinst genom passivitet, vinnaren är också passiv
- D2 — Båda brottarna förlorade på grund av passivitet
- FF — Vinst genom förverkande
- DNA — Anlände inte
- TPP — Totala straffpoäng
- MPP — Matchstraffpoäng

Straff
- 0 — Vinst genom fall, teknisk överlägsenhet, passivitet, skada och förverkande
- 0.5 — Vinst på poäng, 8-11 poängs skillnad
- 1 — Vinst på poäng, 1-7 poängs skillnad
- 2 — Vinst på passivitet,  vinnaren är också passiv
- 3 — Förlust på poäng, 1-7 poängs skillnad
- 3.5 — Förlust på poäng, 8-11 poängs skillnad
- 4 — Förlust genom fall, teknisk överlägsenhet, passivitet, skada och förverkande

### Elimineringsrunda

#### Omgång 1
| TPP | MPP |                           | Poäng     |                               | MPP | TPP |
| --- | --- | ------------------------- | --------- | ----------------------------- | --- | --- |
| 1   | 1   | Lajos Rácz (HUN)          | 13 - 9    | Haralambos Holidis (GRE)      | 3   | 3   |
| 3.5 | 3.5 | Bruce Thompson (USA)      | 7 - 15    | Rolf Krauß (FRG)              | 0.5 | 0.5 |
| 4   | 4   | Leonel Duarte (POR)       | DQ / 7:47 | Mohamed Karmous (MAR)         | 0   | 0   |
| 0   | 0   | Nicu Gingă (ROU)          | IN / 5:11 | Petar Kirov (BUL)             | 4   | 4   |
| 1   | 1   | Vitali Konstantinov (URS) | 10 - 8    | Antonio Caltabiano (ITA)      | 3   | 3   |
| 0   | 0   | Czesław Stanjek (POL)     | DQ / 6:52 | Jamsrangiin Mönkh-Ochir (MGL) | 4   | 4   |
| 4   | 4   | Julien Mewis (BEL)        | DQ / 8:40 | Baek Seung-Hyun (KOR)         | 0   | 0   |
| 4   | 4   | Bilal Tabur (TUR)         | DQ / 7:31 | Koichiro Hirayama (JPN)       | 0   | 0   |
| 0   |     | Morad Ali Shirani (IRI)   |           | Bye                           |     |     |

#### Omgång 2
| TPP | MPP |                               | Poäng     |                           | MPP | TPP |
| --- | --- | ----------------------------- | --------- | ------------------------- | --- | --- |
| 3   | 3   | Morad Ali Shirani (IRI)       | 6 - 9     | Lajos Rácz (HUN)          | 1   | 2   |
| 7   | 4   | Haralambos Holidis (GRE)      | TF / 7:23 | Bruce Thompson (USA)      | 0   | 3.5 |
| 0.5 | 0   | Rolf Krauß (FRG)              | TF / 2:41 | Leonel Duarte (POR)       | 4   | 8   |
| 3   | 3   | Nicu Gingă (ROU)              | 11 - 17   | Vitali Konstantinov (URS) | 1   | 2   |
| 4   | 1   | Antonio Caltabiano (ITA)      | 11 - 6    | Czesław Stanjek (POL)     | 3   | 3   |
| 7   | 3   | Jamsrangiin Mönkh-Ochir (MGL) | 12 - 16   | Julien Mewis (BEL)        | 1   | 5   |
| 1   | 1   | Baek Seung-Hyun (KOR)         | 9 - 6     | Bilal Tabur (TUR)         | 3   | 7   |
| 0   |     | Koichiro Hirayama (JPN)       |           | Bye                       |     |     |
| 0   |     | Mohamed Karmous (MAR)         |           | DNA                       |     |     |
| 4   |     | Petar Kirov (BUL)             |           | DNA                       |     |     |

#### Omgång 3
| TPP | MPP |                           | Poäng     |                         | MPP | TPP |
| --- | --- | ------------------------- | --------- | ----------------------- | --- | --- |
| 3   | 3   | Koichiro Hirayama (JPN)   | 12 - 15   | Morad Ali Shirani (IRI) | 1   | 4   |
| 3   | 1   | Lajos Rácz (HUN)          | 8 - 6     | Bruce Thompson (USA)    | 3   | 6.5 |
| 4.5 | 4   | Rolf Krauß (FRG)          | DQ / 7:06 | Nicu Gingă (ROU)        | 0   | 3   |
| 2   | 0   | Vitali Konstantinov (URS) | 22 - 4    | Julien Mewis (BEL)      | 4   | 9   |
| 4   | 0   | Antonio Caltabiano (ITA)  | DQ / 7:25 | Baek Seung-Hyun (KOR)   | 4   | 5   |
| 3   |     | Czesław Stanjek (POL)     |           | DNA                     |     |     |

#### Omgång 4
| TPP | MPP |                           | Poäng     |                          | MPP | TPP |
| --- | --- | ------------------------- | --------- | ------------------------ | --- | --- |
| 4   | 1   | Koichiro Hirayama (JPN)   | 5 - 2     | Lajos Rácz (HUN)         | 3   | 6   |
| 7   | 3   | Morad Ali Shirani (IRI)   | 10 - 16   | Rolf Krauß (FRG)         | 1   | 5.5 |
| 3.5 | 0.5 | Nicu Gingă (ROU)          | 11 - 1    | Antonio Caltabiano (ITA) | 3.5 | 7.5 |
| 2   | 0   | Vitali Konstantinov (URS) | TF / 7:32 | Baek Seung-Hyun (KOR)    | 4   | 9   |

#### Omgång 5
| TPP | MPP |                         | Poäng     |                           | MPP | TPP |
| --- | --- | ----------------------- | --------- | ------------------------- | --- | --- |
| 8   | 4   | Koichiro Hirayama (JPN) | D1 / 5:45 | Nicu Gingă (ROU)          | 2   | 5.5 |
| 8.5 | 3   | Rolf Krauß (FRG)        | 11 - 16   | Vitali Konstantinov (URS) | 1   | 3   |

#### Sista omgångarna
| TPP | MPP |                         | Poäng     |                           | MPP | TPP |
| --- | --- | ----------------------- | --------- | ------------------------- | --- | --- |
|     | 3   | Nicu Gingă (ROU)        | 11 - 17   | Vitali Konstantinov (URS) | 1   |     |
|     | 4   | Koichiro Hirayama (JPN) | D1 / 5:45 | Nicu Gingă (ROU)          | 2   | 5   |
| 5   | 1   | Koichiro Hirayama (JPN) | 6 - 3     | Vitali Konstantinov (URS) | 3   | 4   |